# Fernand Gonder

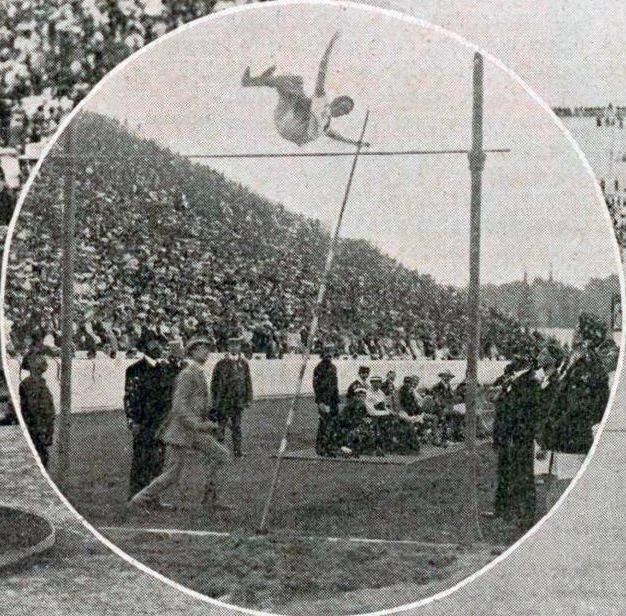
Fernand Gonder, vainqueur des Jeux olympiques intercalaires de 1906 à Athènes.

Fernand Gonder, dit « le Casse-cou », est un athlète français, né le 12 juin 1883 à Bordeaux, mort le 10 mars 1969 à Rochefort, premier spécialiste du saut à la perche en bambou, remplaçant dès lors la lourde perche en frêne. 

## Biographie

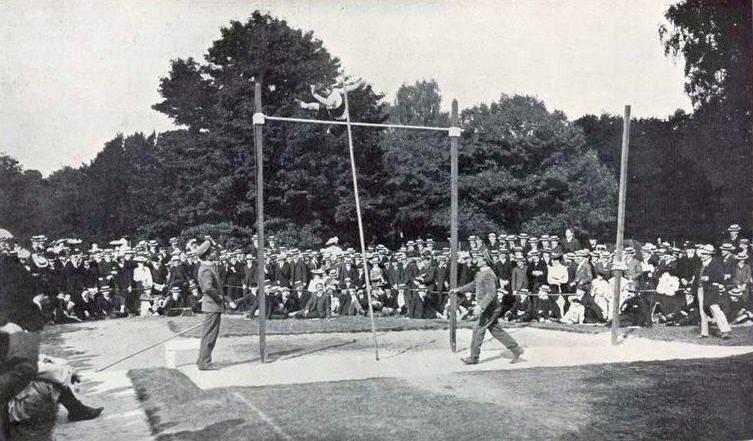
Fernand Gonder franchissant 3,69 m à la perche en juin 1904 à la Croix-Catelan, record du monde.

Il mesurait 1,70 m pour 56 kg et découvrit l'athlétisme et le saut à la perche au printemps 1904 par hasard, au camp de Saint-Médard. Il vit un militaire (Lacassagne, le 2e perchiste français de l'époque) qui s'entraînait et lui dit : « Je parie que je vais plus haut que toi ». Gonder passa 3,20 m et battit Lacassagne. On lui fit signer instantanément une licence au S.A. Bordeaux. Deux semaines plus tard, Gonder est recordman de France avec 3,38 m.
Un oncle de Fernand Gonder était curé. Ses parents firent entrer Fernand au petit séminaire à l'âge de 10 ans. Il le quittera dix ans plus tard pour effectuer son service militaire. « Je n'avais pas la vocation » explique-t-il. Au séminaire, il s'était initié à la pelote basque, au saut en hauteur, et au saut en longueur avec une perche. « On prenait de l'élan, on piquait la perche au bord d'un ruisseau et, en tirant sur nos bras, suspendus à notre mât, nous passions sur l'autre rive » commente Fernand Gonder.
En 1912 à Stockholm, il termina encore 15e du concours olympique, à 29 ans (il ne participa pas aux jeux de 1908).
En 1918, il s'installe à Tonnay-Charente, et tient ensuite un commerce à Rochefort. Il meurt le 10 mars 1969 à l'hôpital de cette commune,. Il est inhumé au cimetière de Tonnay-Charente, carré D, rang D, emplacement 16.

## Palmarès
- Il bat le record du monde le 26 juin 1904, à la Croix-Catelan à Paris, avec 3,69 m, trois mois après ses débuts. Fernand Gonder n'a pas pu participer aux Jeux olympiques de 1904 se déroulant à Saint-Louis aux États-Unis. À cette époque, les athlètes devaient financer eux-mêmes le voyage fort onéreux (de fait aucun athlète français résidant en France métropolitaine n'y participa).
- Il bat une seconde fois le record du monde le 6 août 1905, au Parc Vélodrome de Bordeaux, avec 3,74 m. Quelques semaines plus tard, il franchit la barre des 4 m mais les officiels présents n'étaient pas reconnus par l'U.S.F.S.A. ce qui empêcha l'homologation du record.
- Vainqueur des Jeux olympiques intercalaires de 1906 à Athènes (compétition internationale célébrant les dix ans des premiers Jeux olympiques) alors qu'il était soldat au 144e de ligne avec 3,50 m (après avoir sauté 51 fois) : record olympique dépassé de 20 cm[5]
- Champion de France en 1904 et 1905 à la Croix-Catelan, puis de nouveau en 1913 et en 1914
- Champion d'Angleterre de saut à la perche en 1906 à Londres, avec un saut à 3,55 m (deuxième fois qu'un français obtient un titre d'athlétisme anglais, après celui à la perche d'André Puisségur du R.C.F. en juillet 1904[6])
  - 3e du championnat d'Angleterre de saut à la perche en 1913 avec un saut à 3,54 m.

## Remarque
Les autres français champions d'Angleterre de saut à la perche : 
- Puisségur, en juillet 1904 avec un saut de 3,20 m
- Franquenelle, de l'école de Joinville-le-Pont, en juillet 1920 avec un saut de 3,35 m[7]
- Pierre Lewden, durant l'été 1923 (également alors champion d'Angleterre de saut en hauteur, avec 1,93 m)[8].

## Hommage

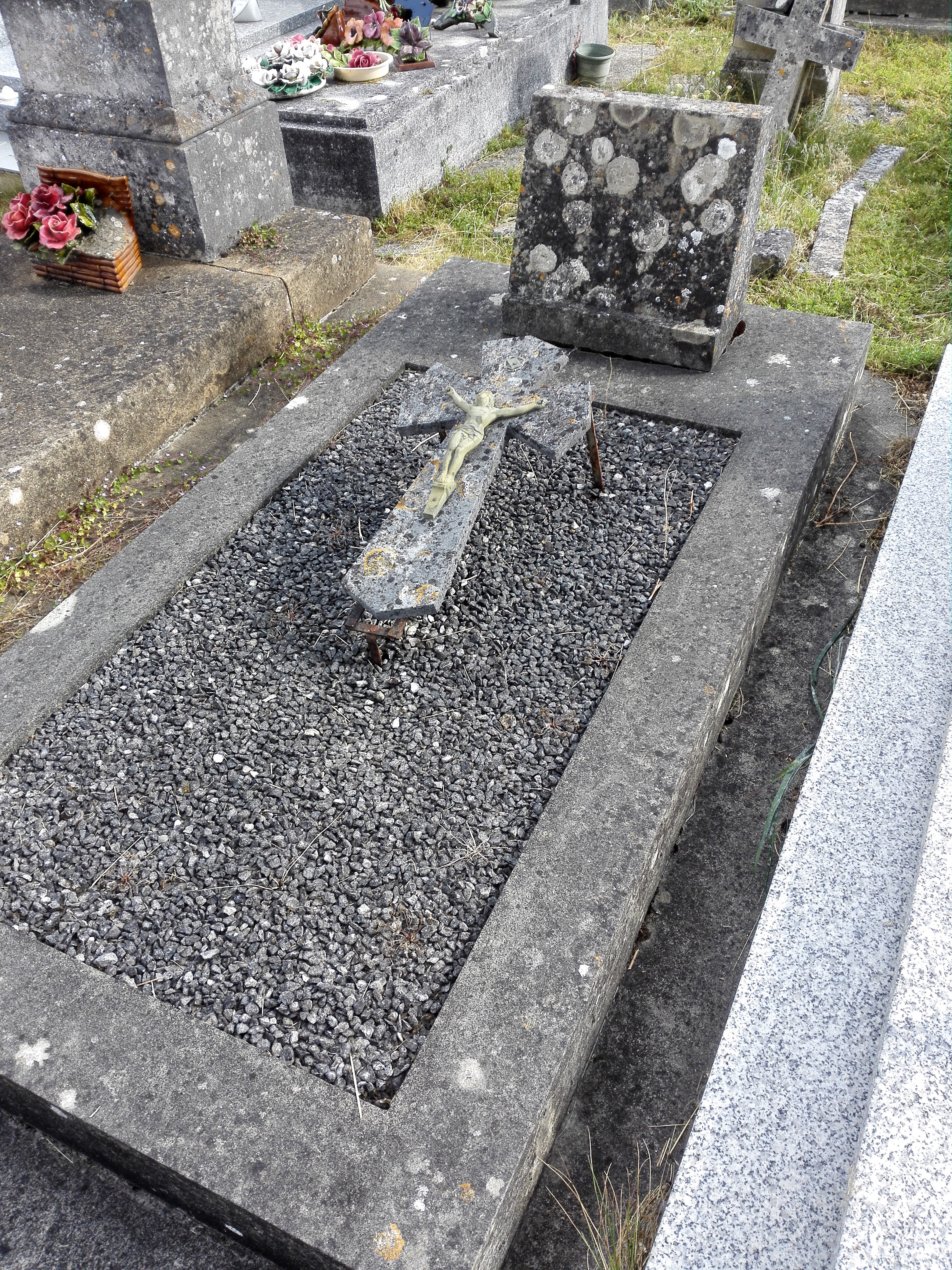
Tombe de Fernand Gonder.

Une avenue est nommée de son nom à Tonnay-Charente, ainsi qu'une place à Rochefort.

## Notes et références

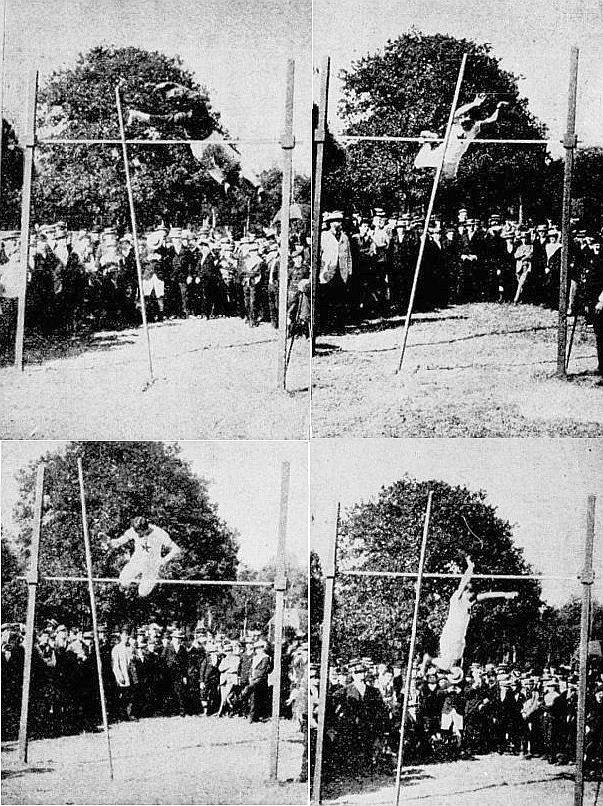
Fernand Gonder en 1899.